# Косуке Накамура
Косуке Накамура (јап. 中村 航輔; 27. фебруар 1995) јапански је фудбалер.

## Каријера
Током каријере је играо за Кашива Рејсол и Ависпа Фукуока.

## Репрезентација
За репрезентацију Јапана дебитовао је 2017. године, са којом је наступао на Светском првенству 2018. године. За тај тим је одиграо 4 утакмице.

## Статистика
| Јапан  | Јапан   | Јапан  |
| Година | Наступи | Голови |
| ------ | ------- | ------ |
| 2017.  | 2       | 0      |
| 2018.  | 2       | 0      |
| Укупно | 4       | 0      |